# Elisa Kadigia Bove
Elisa Kadigia Bove es una actriz italiana retirada.

## Biografía
Bove es de ascendencia italo-somalí, su padre fue un soldado italiano y su madre era somalí.
Es madre de dos niños, Malcolm y Massimiliano, ambos nacidos en Sicilia.

## Carrera
Comenzó su carrera actuando en comerciales. Se hizo famosa durante una campaña televisiva para Atlantic, una popular marca de televisores de los años 70. Tras asistir al Piccolo Teatro dirigido por Strehler, inició una dilatada carrera como actriz y vocalista, entre teatro, cine y televisión. Interpretó muchas obras maestras del compositor italiano Luigi Nono, entre ellas A Floresta é Jovem e Cheja de Vida, Un volto del mare y Contrappunto dialettico alla mente. Debutó como actriz en el primer largometraje dirigido por Valentino Orsini. Más tarde protagonizó algunas películas de serie B a finales de los sesenta y ochenta, mientras que su último papel fue en una comedia dirigida por Cristina Comencini.
Protagonizó una serie de largometrajes italianos, particularmente en el género de terror giallo. De este último, apareció en la película de 1980 Macabre de Lamberto Bava.
Además de su trabajo cinematográfico, Bove es presidenta de la Associazione Donne Immigrate Africane (ADIA), una organización sin fines de lucro que sirve a mujeres inmigrantes en Italia.